# Operation Nordwind (1941)
Operation Nordwind (Unternehmen Nordwind) var en fælles tysk-finsk flådeoperation i Østersøen i 1941 under 2. Verdenskrig. Operationen var en afledningsmanøvre, så en anden tysk styrke kunne besætte de estiske øer Hiiumaa og Saaremaa uden indblanding fra den sovjetiske flåde.
Operationen led et alvorligt tab, da det finske kystpanserskib Ilmarinen løb på en mine og sank. Det er uvist, om sovjetstyrkerne nogensinde opdagede flådestyrken, da de aldrig reagerede.